# يوهان يورغنز
يوهان يورغنز (بالألمانية: Johann Jürgens) (و. 1985 – م) هو ممثل، وممثل مسرحي، وممثل أفلام من ألمانيا . ولد في نويبرندنبورغ .

## روابط خارجية
- يوهان يورغنز على موقع IMDb (الإنجليزية)
- يوهان يورغنز على موقع ألو سيني (الفرنسية)
- يوهان يورغنز على موقع قاعدة بيانات الفيلم (الإنجليزية)
- يوهان يورغنز على موقع كينوبويسك (الروسية)